# Pierre Nguyên Van Dê
Pierre Nguyên Van Dê, né le 15 janvier 1946 à Tri Bai dans la province de Quang Tri, du temps de l'Indochine française, est un prélat vietnamien, évêque de Thai Binh de 2009 à 2022. Sa devise est Da mihi animas.

## Biographie
Pierre Nguyên Van Dê entre à 19 ans chez les Salésiens de Don Bosco, dans le contexte de la  guerre du Viêt Nam. Il étudie la philosophie de 1965 à 1968 à Hong Kong, puis la théologie à l'Institut Saint-Pie-X de Dalat de 1970 à 1974. Il est ordonné prêtre le 17 décembre 1973. Il enseigne ensuite jusqu'en 1979 dans diverses écoles de sa congrégation. En avril 1975, le Viêt Nam du Sud tombe aux mains des communistes. Les autorités ferment petit à petit les écoles confessionnelles. Il devient curé en 1979 de la paroisse de Xuan Hiep dans le district de Thủ Đức (banlieue nord d'Hô-Chi-Minh-Ville) qui dépend de l'archidiocèse d'Hô-Chi-Minh-Ville (ex-Saïgon). De 1991 à 1997, il est supérieur provincial des Salésiens de Don Bosco du Viêt Nam. De 1997 à 2000, il est directeur du séminaire des Salésiens de Don Bosco, puis il est professeur de théologie au grand séminaire Saint-Joseph de Hanoï.
Le 29 novembre 2005, le pape Benoît XVI le nomme évêque auxiliaire du diocèse de Bui Chu et évêque titulaire (in partibus) d' Ammaedara (de). Il est consacré le 18 janvier 2006 par Mgr Joseph Hoang Van Tiem, évêque de Bui Chu, à la cathédrale de Bui Chu.
Le 25 juillet 2009, il est nommé évêque de Thai Binh et il est installé le 9 septembre suivant. En 2013, il est élu par la conférence épiscopale du Viêt Nam à la tête de la commission pour les religieux et il est réélu pour la période 2016-2019.
Le 29 octobre 2022, il quitte ses fonctions d'évêque de Thai Binh.